# Orehovica, Vipava
Orehovica este o localitate din comuna Vipava, Slovenia, cu o populație de 157 de locuitori.